# Dardurus tamborinensis
Dardurus tamborinensis là một loài nhện trong họ Amaurobiidae.
Loài này thuộc chi Dardurus. Dardurus tamborinensis được Hugh Davies miêu tả năm 1976.